# Marnix Dreesen
Pour les articles homonymes, voir Dreesen.
Marnix Dreesen, né le 17 juillet 1989 à Overpelt, est un coureur cycliste belge.

## Palmarès
- 2004
  -  Médaille d'argent aux Championnats de Belgique juniors sur route
- 2005
  - 3e de la 3e étape du Critérium européen des jeunes débutants
- 2006
  -  Médaille d'or aux Championnats de Belgique juniors de la course aux points
  -  Médaille d'or aux Championnats de Belgique juniors de la poursuite individuelle
  -  Médaille d'or aux Championnats de Belgique juniors du kilomètre
  - 2e étape du Ster van Zuid-Limburg
  -  Médaille de bronze aux Championnats de Belgique juniors de la poursuite par équipes
- 2007
  - Vlaams-Brabantse Pijl Korbeek-Lo
  - Wortegem Koerse
  - 3e étape du Westbrabantse Pijl
- 2009
  - 4e de Montenaken-Gingelom
  - 5e de Brussel - Zepperen
  - 5e du Zutendaal
- 2010
  - 5e du Rukkelingen-Loon